# Piazza del Popolo (Pesaro)
Piazza del Popolo è una piazza di Pesaro e costituisce il centro della vita cittadina. La piazza è delimitata sui quattro lati dalla sede delle Poste, dal palazzo Ducale, dal palazzo comunale e dall’edificio della Paggeria.

## Storia
Dal Medioevo in poi la piazza è stata il centro politico e amministrativo cittadino. Nel 1450 Alessandro Sforza fece costruire la facciata del Palazzo Ducale. La disposizione attuale è della metà del XVI sec:  Guidubaldo II incaricò Filippo Terzi di ristrutturare il Palazzo Ducale e di ampliare la piazza in armonia con gli edifici circostanti.

## La Pupilla di Pesaro

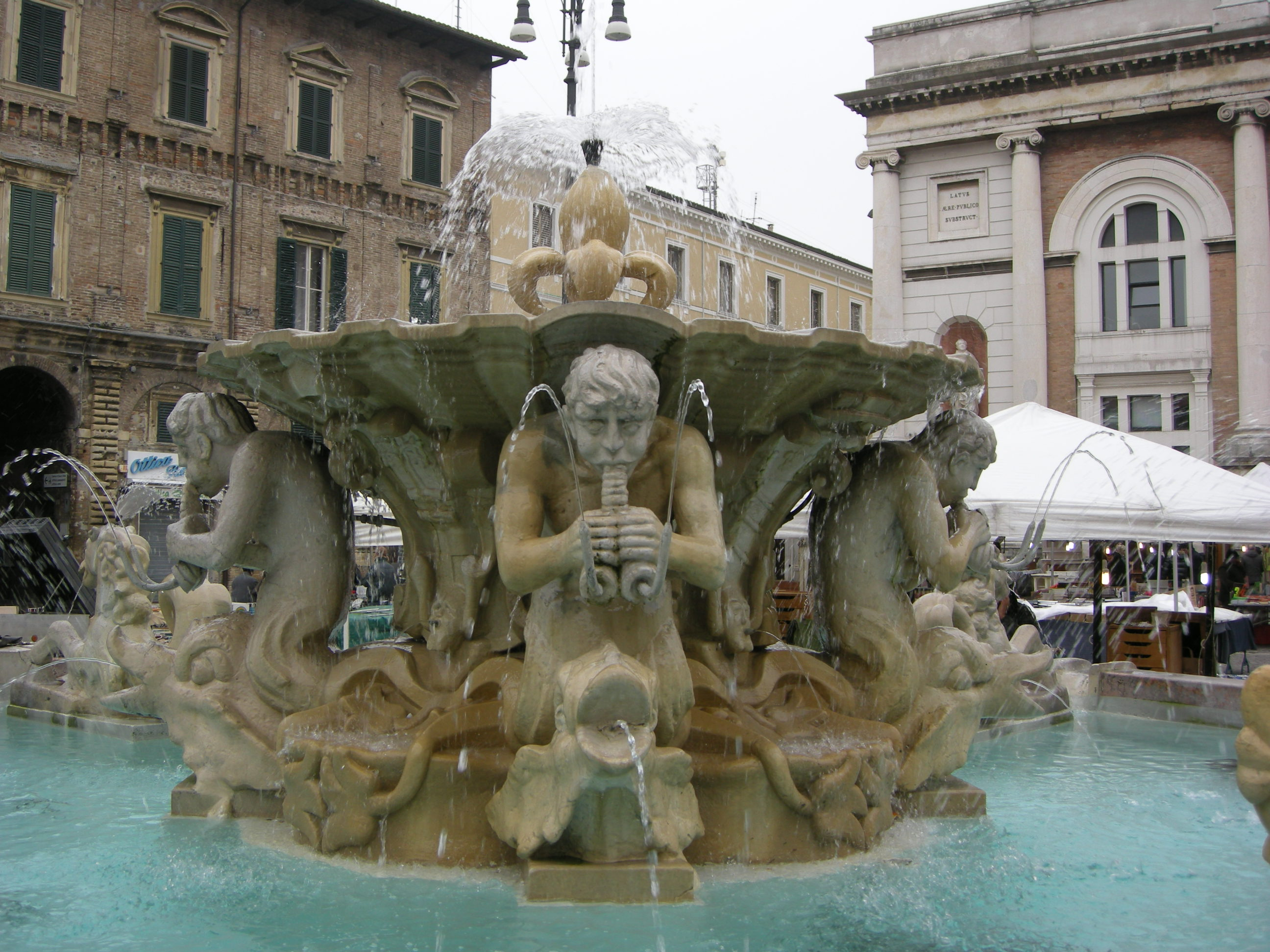
La Pupilla di Pesaro

Al centro della Piazza sorge la grande fontana definita ‘’La pupilla di Pesaro’’ da Bernardino Baldi, un famoso umanista. Venne costruita nel 1593, per iniziativa di Francesco Maria II della Rovere. Successivamente, nel 1621, vennero aggiunti, in occasione del matrimonio del principe Federico della Rovere con  Claudia de’ Medici, un gruppo di delfini bronzei e altri ornamenti.

## Il Palazzo Ducale
Il Palazzo Ducale di Pesaro è un antico palazzo rinascimentale che oggi è sede della Prefettura. Si trova in Piazza del Popolo e fu eretto da Alessandro Sforza verso la metà del Quattrocento, su un nucleo originario che era proprietà dei Malatesta.

## Palazzo Municipale
Il Palazzo comunale di Pesaro è stato costruito nel XIII secolo, quando Pesaro iniziò ad essere governata da un’istituzione comunale. In età medioevale,  fino al 1563, la sede della Comunità sorgeva tra Palazzo Ducale e Palazzo Baviera, occupando l’area oggi delimitata dalla fontana. Il palazzo comunale venne sistemato su edifici già presenti che vennero ristrutturati e riadattati alla nuova funzione. Aveva a fianco la Torre Civica, eretta nel 1488, su cui si trovavano l'orologio e la campana civica, oggi conservata nell'atrio. Nel 1564 il Palazzo del Podestà fu distrutto per dar spazio alla riorganizzazione urbanistica voluto dal duca Guidubaldo II Della Rovere. La nuova sede della Comunità, detta Palazzo Pubblico, fu ricostruita in vari decenni fino ad arrivare a occupare la stessa superficie dell'attuale struttura. Questo edificio ospitò gli uffici comunali per un paio di secoli mantenendo lo stesso aspetto per tutto l'Ottocento. In seguito al terremoto dell’ottobre 1930, il palazzo viene di nuovo completamente demolito tra il 1932 e il ‘34, per essere sostituito da quello odierno, costruito nel 1954 e inaugurato nel ‘58.

## Palazzo della Paggeria
Il Palazzo della Paggeria, in origine, era stato costruito per farvi abitare i paggi, cioè i dipendenti della corte. Fu costruito nel 1564 dall’architetto Filippo Terzi per volere di Guidobaldo della Rovere.